# Isocybus dhenkundensis
Isocybus dhenkundensis är en stekelart som beskrevs av Durgadas Mukerjee 1978. Isocybus dhenkundensis ingår i släktet Isocybus och familjen gallmyggesteklar. Inga underarter finns listade i Catalogue of Life.